# Guliwer (kwartalnik)
Guliwer − specjalistyczny kwartalnik poświęcony literaturze dla dzieci i młodzieży, ukazujący się od 1991 roku w Katowicach.
Redaktorem naczelnym był Jan Malicki, przez wiele lat członkinią kolegium redakcyjnego była m.in. Danuta Świerczyńska-Jelonek.

## Historia
Od pierwszego numeru w 1991 roku do końca 1999 roku pismo było wydawane przez Fundację "Książka dla Dziecka". W latach 2000–2002 pismo przejął Zakład Narodowy im. Ossolińskich zmieniając częstotliwość z miesięcznika na kwartalnik. W 2003 roku nastąpiło kolejne przemieszczenie: redakcję przygarnęła Biblioteka Śląska w Katowicach, a obowiązki wydawnicze pełni Wydawnictwo Naukowe "Śląsk".
Na łamach periodyku publikowane są: teksty historyczno-literackie, artykuły o klasyce dziecięcej, wywiady z autorami oraz z ilustratorami książek, rozmowy z wydawcami i redaktorami czasopism dziecięcych, recenzje nowości oraz ważniejszych wznowień oraz artykuły dotyczące doświadczeń bibliotekarzy i nauczycieli we wspieraniu czytelnictwa. Numery specjalne poświęcone są literaturze dla dzieci i młodzieży w różnych regionach Polski, np. na Śląsku.
Od 2004 roku są przyznawane nagrody literackie "Guliwer w krainie Liliputów" i "Guliwer w krainie Olbrzymów". Zostały one po raz pierwszy wręczone na  I Katowickich Prezentacjach Bibliotecznych, zorganizowanych pod patronatem "Guliwera" przez  Anetę Satławę, sekretarza redakcji. Pierwsze nagrody otrzymała Wanda Chotomska i 13-letni Maciej Przebieracz, autor książeczki „Dzieci i młodzież w starożytnej Grecji i Rzymie”. Laureaci otrzymują statuetki z brązu autorstwa znanego rzeźbiarza Zygmunta Brachmańskiego.

## Redaktorzy naczelni
- Joanna Papuzińska1991-2002[5]
- Jan Malicki 2003-2019
- Edyta Antoniak-Kiedos 2020-

## Akcje
- "Kufer z książkami" akcja przekazywania książek wybranej małej bibliotece promującej literaturę dla dzieci i młodzieży[6]

## Nagrody literackie przyznawane przez pismo
- Guliwer w Krainie Liliputów  - dla twórcy dojrzałego, wybitnego, o znaczącym dorobku artystycznym lub naukowym[7]
- Guliwer w Krainie Olbrzymów - dla twórcy wkraczającego dopiero na drogę naukowych poszukiwań i twórczych pasji[7]

### Laureaci nagrody „Guliwer w krainie Liliputów”
Wanda Chotomska (2004)
Joanna Papuzińska (2005)
Barbara Tylicka (2006)
Irena Koźmińska (2007)
Edward Lutczyn (2008)
Bohdan Butenko (2009)
Stasys Eidrigevicius (2010)
Małgorzata Musierowicz (2012)
Wojciech Widłak (2013)
Maciej Wojtyszko (2014)
Barbara Kosmowska (2015)
Maria Marjańska-Czernik (2016)
Kazimierz Szymeczko (2017)

### Laureaci nagrody „Guliwer w krainie Olbrzymów”
Maciej Przebieracz (2004)
Paweł Beręsewicz (2005)
Wydawnictwo „Wytwórnia” (2006)
Maciej Orłoś (2007)
Ida Pierelotkin (2008)
Anna Maria Krajewska (2009)
Wydawnictwo „Bajka” (2010)
Emilia Kiereś (2012)
Zuzanna Orlińska (2013)
Marcin Szczygielski (2014)
Agnieszka Ginko (2015)
Katarzyna Wasilkowska (2016)
Lena Sawodni (2017)